# Eshpalam
Eshpalam är en ort i Iran.   Den ligger i provinsen Gilan, i den nordvästra delen av landet, 260 km nordväst om huvudstaden Teheran. Eshpalam ligger 2 meter över havet och antalet invånare är 203.
Terrängen runt Eshpalam är platt. Runt Eshpalam är det ganska tätbefolkat, med 120 invånare per kvadratkilometer. Närmaste större samhälle är Fūman, 9,7 km söder om Eshpalam. Trakten runt Eshpalam består till största delen av jordbruksmark.